# Gaetana Aulenti
Gaetana "Gae" Aulenti, född 7 december 1927 i Palazzolo dello Stella, död 31 oktober 2012 i Milano, var en italiensk arkitekt och formgivare.
Aulenti har formgivit möbler för Knoll International och belysningsarmaturer. Hon har skapat utställningar för Fiat och Olivetti och arbetat som lärare. Aulenti var 1987 arkitekt för ombyggnaden och inredningen av Musée d'Orsay 1987. Hon formgav 1967 bordslampan Pipistrello och 1975 möbelserien Aulenti Collection. Aulenti arbetade i en stil inspirerad av Bauhaus.